# Ultra (tạp chí)
Ultra là tạp chí của Phần Lan chuyên về thông tin biên giới và UFO. Người sáng lập và tổng biên tập tờ tạp chí hàng tháng từ năm 1972 đến năm 2009 là nhà nghiên cứu UFO nổi tiếng Tapani Kuningas. Nhà xuất bản là Kustannus Oy Rajatieto chuyên giao nhận tạp chí tại cơ sở riêng của mình ở làng Kylämä, Kuhmoinen. Ấn phẩm này ra mắt vào năm 1972 với cái tên Ufoaika và tên gọi hiện tại được thông qua vào năm 1974. Ultra đề cập đến kiến thức biên giới và hiện tượng huyền bí, đồng thời cũng tham gia vào các sự kiện và hội chợ thương mại trong ngành. Tạp chí này có tới 50 cộng tác viên ở các quốc gia khác nhau.

## Tiền thân tờUfoaika
Ở Phần Lan, vào đầu thập niên 1960 và 1970, người ta rất quan tâm đến hiện tượng UFO. Vào thời điểm này, làn sóng UFO Pudasjärvi–Kuusamo cũng đang ở mức mạnh nhất. Đồng thời, sự quan tâm rất lớn của công chúng đến các hiện tượng khác nhau liên quan đến thông tin biên giới và cận tâm lý học. Tổng biên tập Tapani Kuningas từng đưa ra lời tuyên bố trong bài xã luận đăng trên tạp chí số đầu tiên rằng đó là hệ quả bắt nguồn từ những chuyện như vậy. Tạp chí này được Kustannus Oy Jaanes xuất bản lần đầu, rồi về sau do Williams ấn hành. Ngoài hiện tượng UFO và sinh vật ngoài hành tinh hình người, nội dung của tạp chí thường bao gồm thông tin về biên giới và cận tâm lý học.

## Kustannus Oy Rajatieto
Năm 1974, độc giả của tạp chí Ufoaika và những người quan tâm đến thông tin biên giới đã sáng lập ra công ty mang tên Kustannus Oy Rajatieto, công ty này mới bắt đầu phụ trách việc xuất bản tạp chí, rồi sau bèn đổi tên thành Ultra. Đồng thời, tạp chí được định nghĩa lại theo nghĩa rộng hơn như một công cụ tổng quát hơn để thảo luận và công bố thông tin về biên giới. Giám đốc điều hành của công ty trong giai đoạn 1974–2009 là tổng biên tập tạp chí Tapani Kuningas.